# Julie Marguerite Charpentier
Julie Marguerite Charpentier (* 22. Januar 1770 in Paris; † 23. Februar 1845 ebenda) war eine französische Bildhauerin und Tierpräparatorin.

## Leben
Julie Marguerite Charpentier war die Tochter des französischen Kupferstechers François-Philippe Charpentier. Sie war die Schülerin des Bildhauers Augustin Pajou. Ab 1801 war sie auch als Tierpräparatorin für das Muséum national d’histoire naturelle in Paris tätig. 1824 beendete sie ihre Tätigkeit als Bildhauerin. 1843 trat Julie Marguerite Charpentier völlig verarmt in das Hôpital de la Salpêtrière ein.

## Werke (Auswahl)

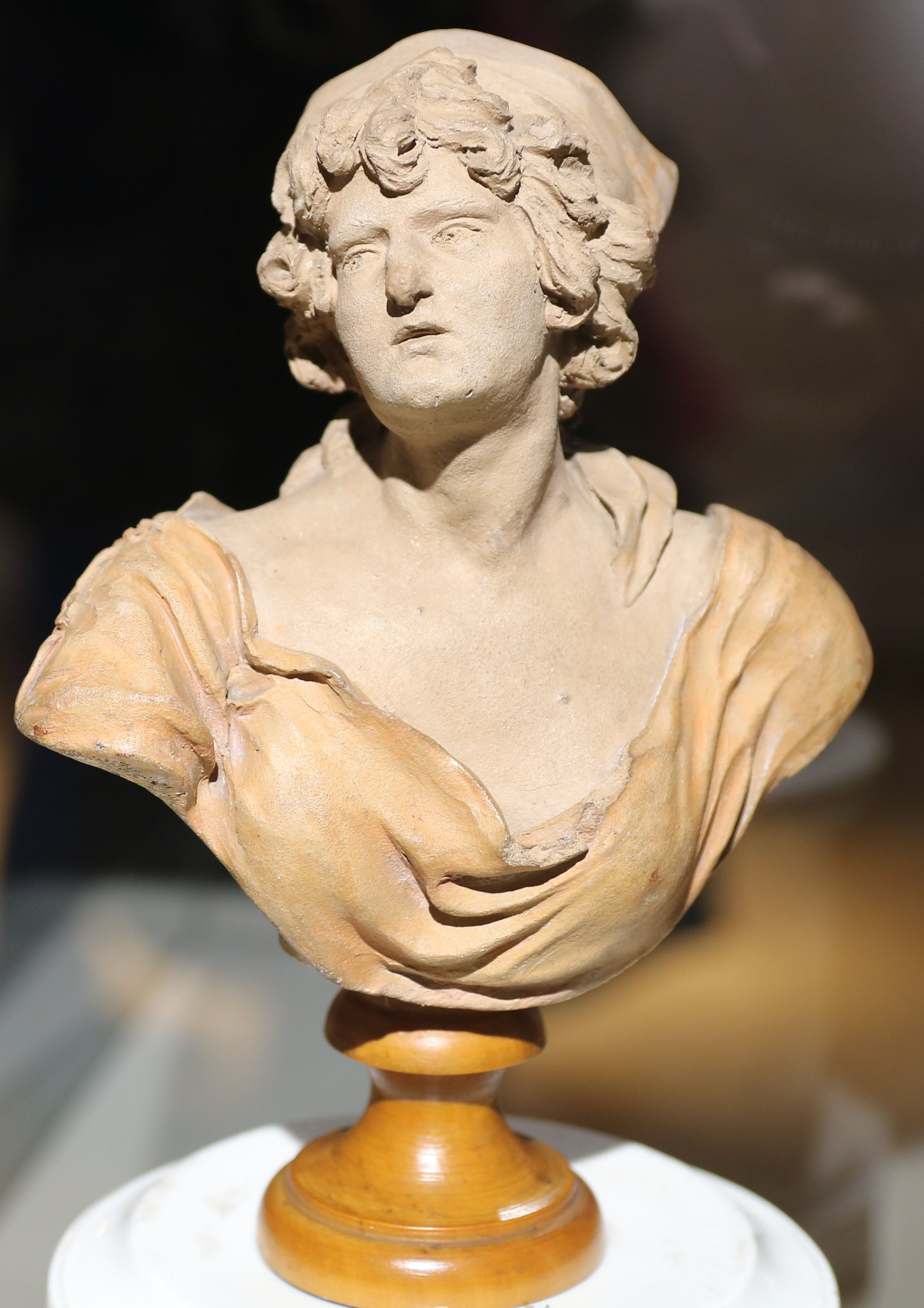
Büste von Théroigne de Méricourt

Julie Marguerite Charpentier schuf zahlreiche Statuetten, Büsten und Reliefs:
- 1800: Montgolfier
- 1802: Étienne Geoffroy Saint-Hilaire
- 1804: Georges Cuvier
- 1806: Colonel Morland
- 1814: Pierre Lescot
- 1817: Gérard Audran
- 1824: Nicolas Sanson
- 1806–1810: Vier Teile des Reliefs für die Colonne Vendôme
- 1819 und 1824: Zwei Reliefs (La chirurgie und La géographie) für den Brunnen der Place de la Bastille